# 粗面積み

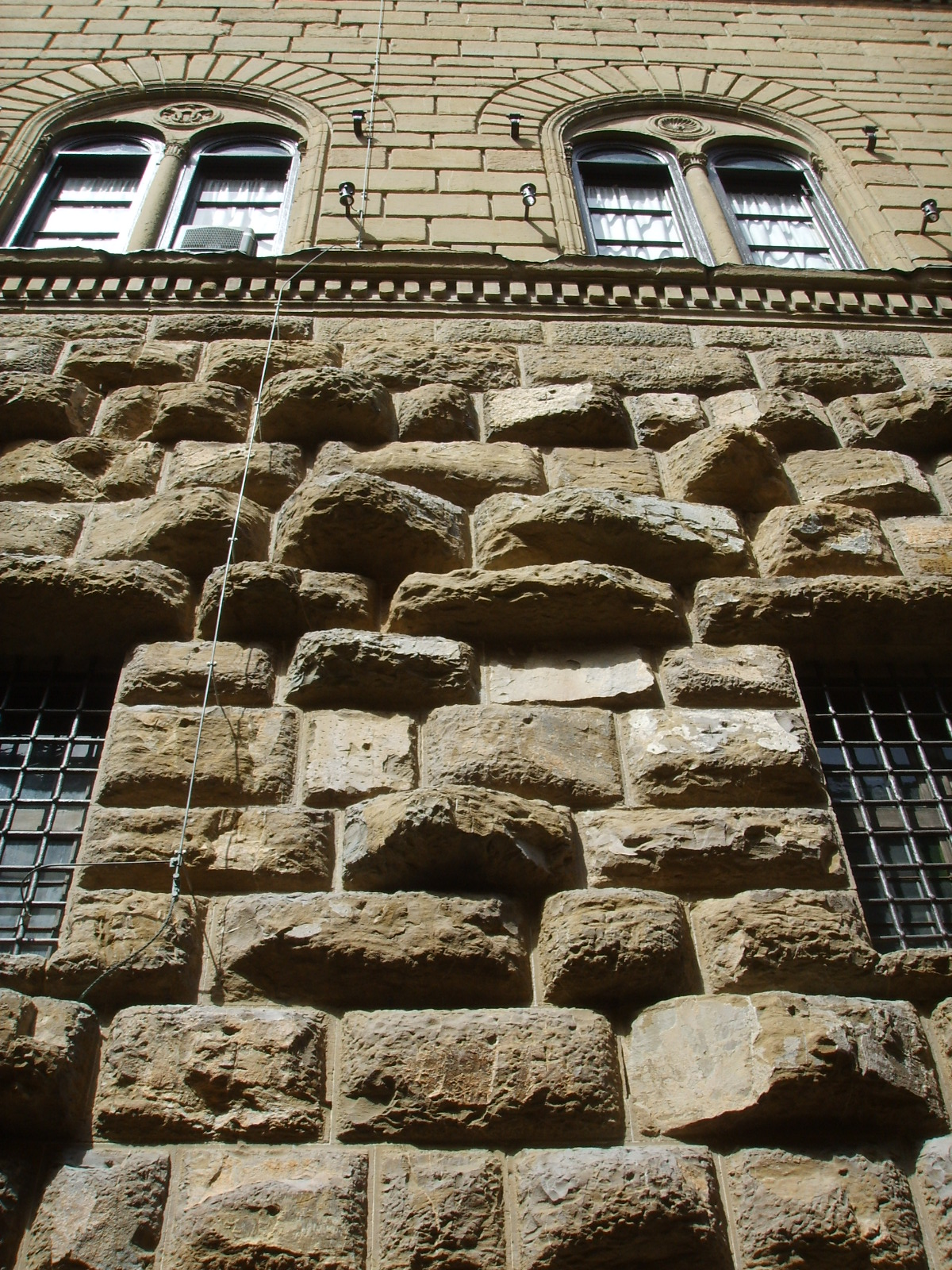
粗面積みで積まれた壁。フィレンツェにあるメディチ・リッカルディ宮殿

粗面積み（英語：Rustication）とは、石材の見える側だけを自然なままか荒くした状態で、ブロックのつなぎ目がわかるように加工した状態にしたブロックを積み上げる古典主義建築の技法であり、組積造。ラスティケーション、ルスティカ、ルスティカ積み等とも呼び、日本の昔の建築では江戸切り、瘤出し（こぶだし）と呼ぶ。

## バリエーション

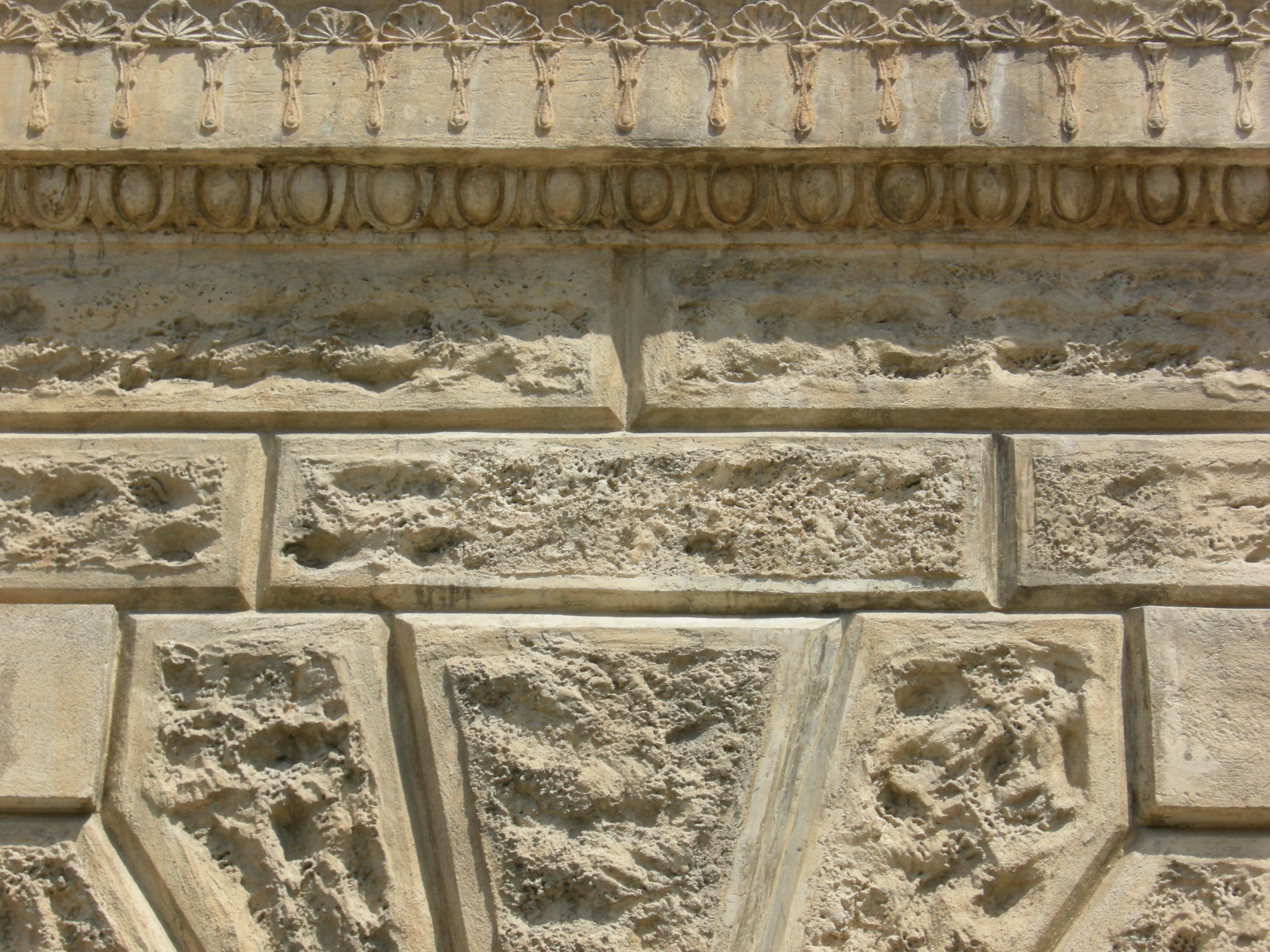
"V"の字継ぎ目 と継ぎ目周辺を平らにし真ん中を荒くした加工。マントヴァにある建築家ジュリオ・ロマーノの家。
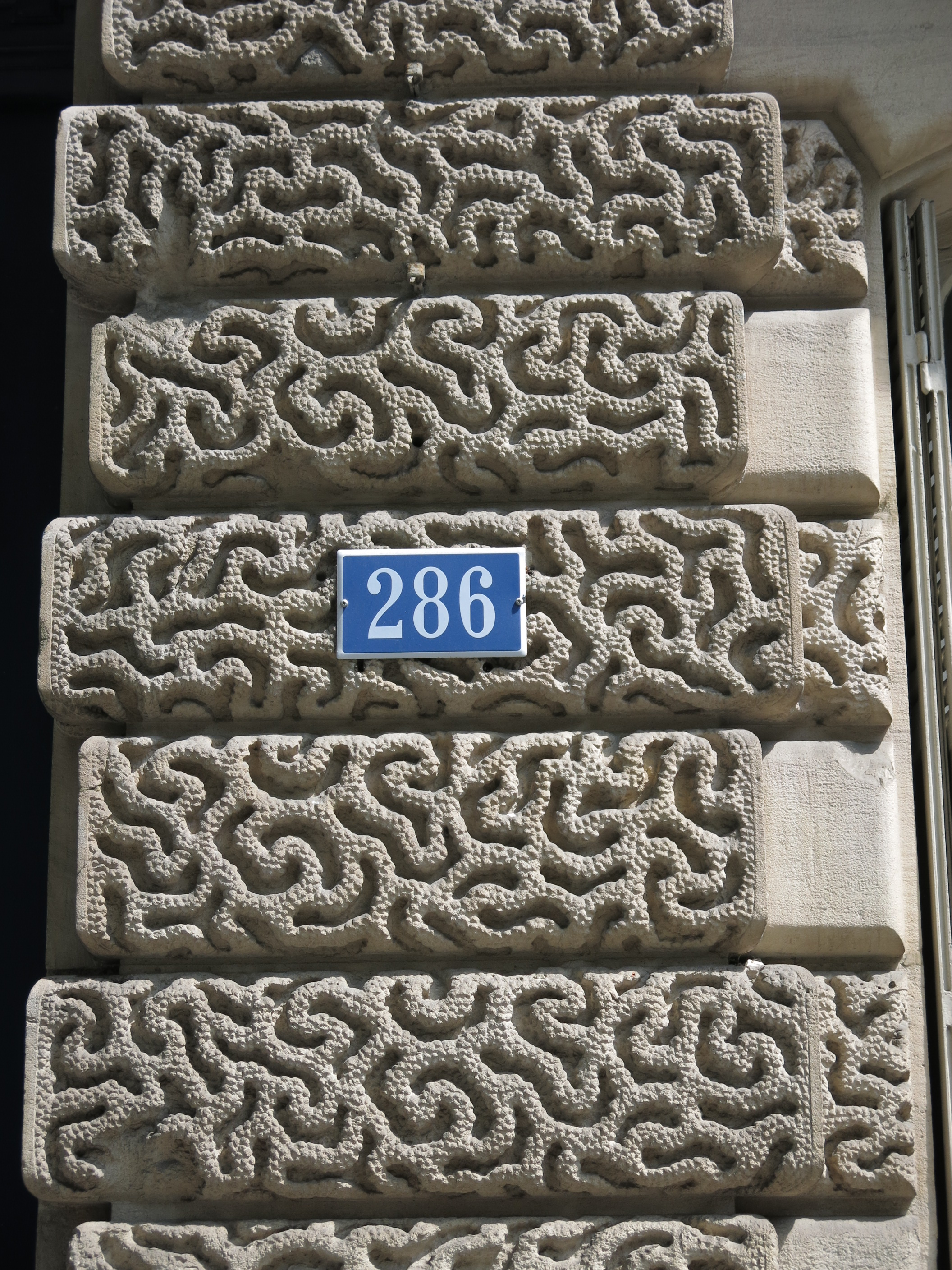
サンジェルマン大通り286にある Vermiculation 積み
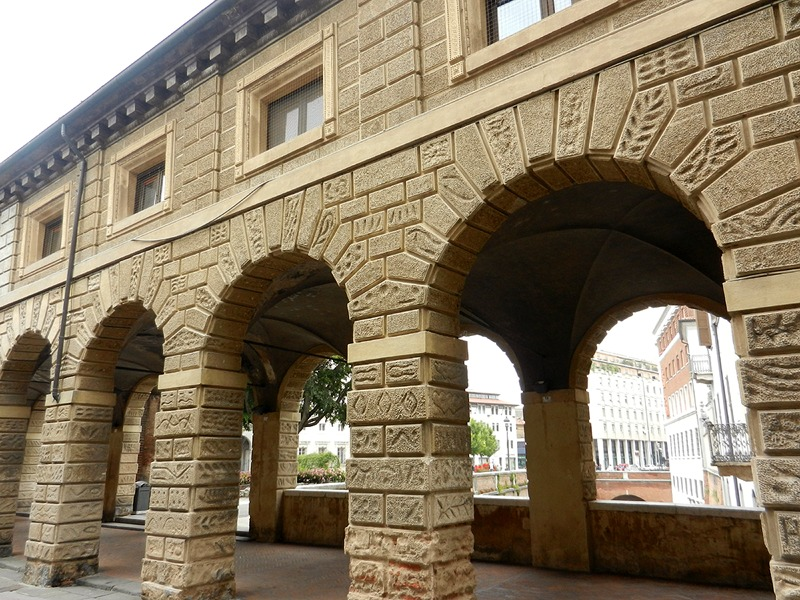
パターンで組んだゲート
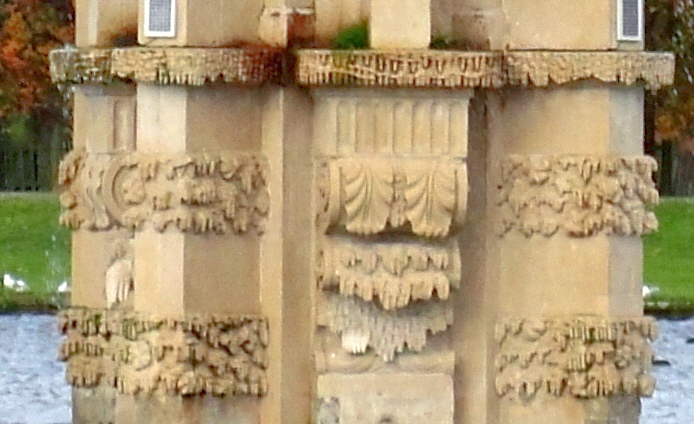
霜の結晶模様の装飾
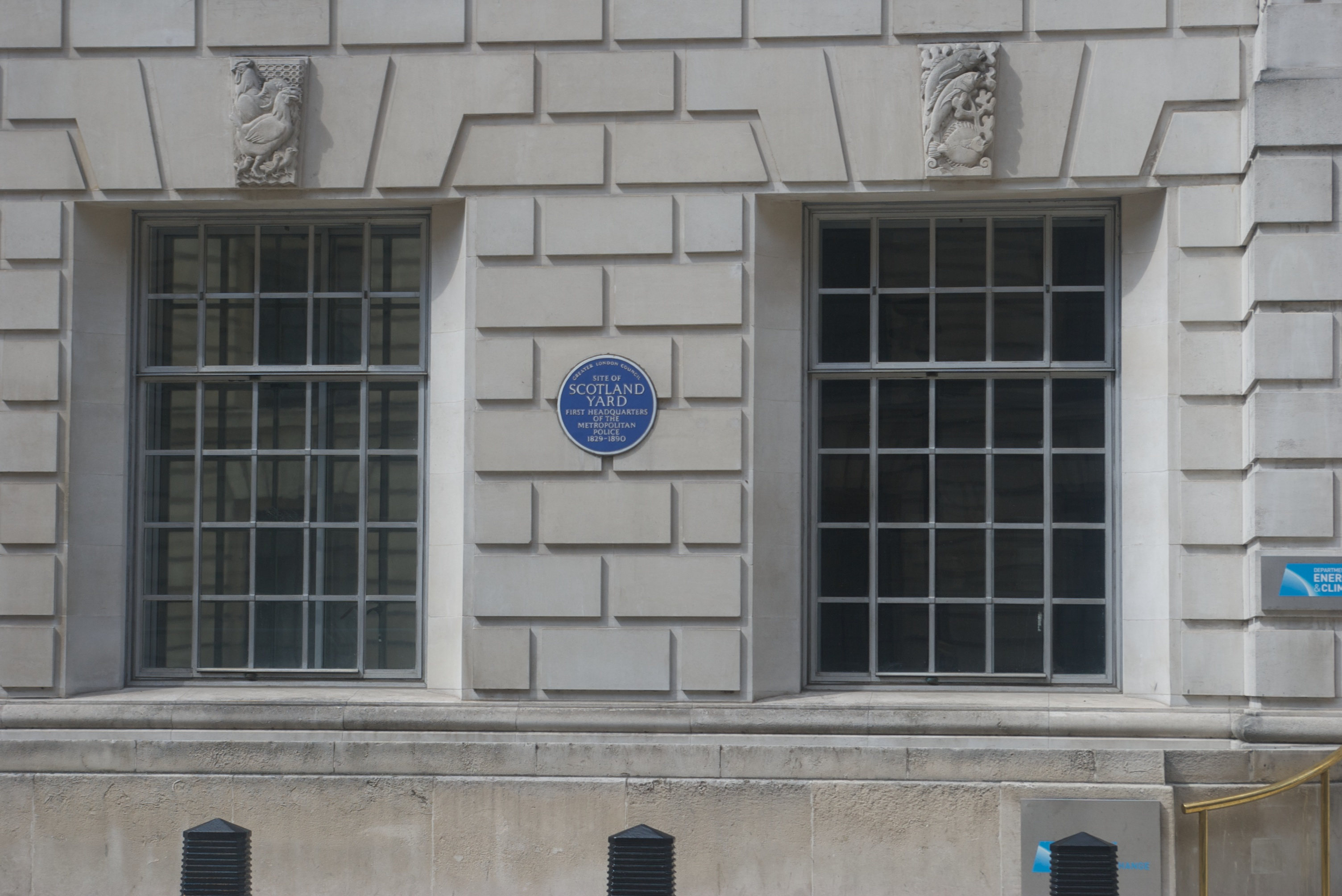
平らな表面と継ぎ目を凹にして強調した建築
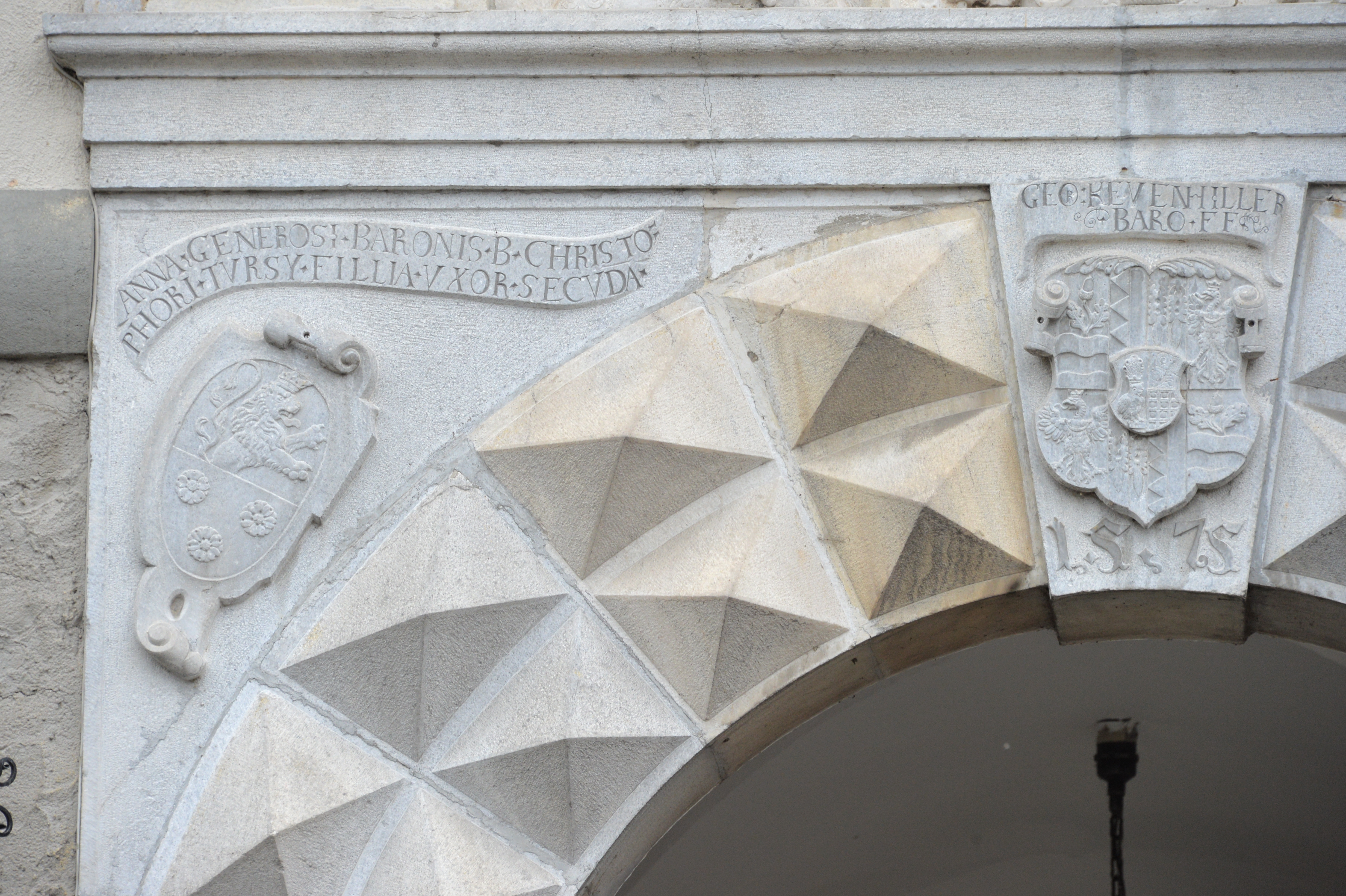
Diamond rustication